# LFA 2022
La Temporada 2022 de la LFA es la sexta edición de la Liga de Fútbol Americano Profesional de México. Esta campaña está conformada por 7 equipos, 1 de la Ciudad de México, 1 del Estado de México, 1 de Coahuila, 1 de Nuevo León, 1 de Querétaro y las dos nuevas sedes para este año Tijuana y Guadalajara. Por primera vez en la liga se tendrá un único equipo en cada estado que tiene presencia la liga.
Se decidió que para esta temporada y debido a la situación financiera provocada por la pandemia Covid-19, el equipo Mayas seguiría en descanso por otro año. Asimismo, entraron en descanso las franquicias de Condors, Osos Y Artilleros, al no tener las condiciones económicas para poder afrontar la temporada.
Nuevamente, cada equipo tendrá su propio estadio. El Tazón México V tendrá lugar el sábado 21 de mayo en el Estadio Caliente de Tijuana.
Previo a la temporada 2022, la LFA realizó el draft con los mejores jugadores sénior de las universidades más importantes de México que juegan en la Liga Mayor ONEFA dentro de sus tres conferencias.
Durante el mes de marzo se llevará a cabo un evento de reclutamiento (Combine) de jugadores mexicanos de la LFA para tener la oportunidad de participar en la Canadian Football League (CFL) para la temporada 2022, en el que competirán las generaciones 2021 y 2022 debido a que en el combine de la temporada 2021 los visores y coaches de la Canadian Football League CFL no pudieron asistir debido a las restricciones en viajes no esenciales provocados por la pandemia de COVID-19.

## Equipos participantes
| Equipo        | Entrenador en jefe      | Ciudad                      | Estadio                  | Capacidad |     |
| LFA           | LFA                     | LFA                         | LFA                      | LFA       | LFA |
| ------------- | ----------------------- | --------------------------- | ------------------------ | --------- | --- |
| Dinos         | Javier Adame            | Saltillo, Coahuila          | Francisco I. Madero      | 14,000    |     |
| Fundidores    | Carlos Strevel          | Monterrey, Nuevo León       | Banorte                  | 10,057    |     |
| Galgos        | Guillermo Ruiz Burgette | Tijuana, Baja California    | Caliente                 | 27,333    |     |
| Gallos Negros | Félix Buendía           | Querétaro, Querétaro        | Olímpico Alameda         | 6,500     |     |
| Mexicas       | Héctor Toxqui           | Ciudad de México            | Jesús Martínez "Palillo" | 6,000     |     |
| Raptors       | Guillermo Gutiérrez     | Naucalpan, Estado de México | FES Acatlán              | 3,000     |     |
| Reyes         | Ernesto Alfaro          | Guadalajara, Jalisco        | Tres de Marzo            | 18,750    |     |

## Acontecimientos relevantes
- En 29 de abril de 2020 debido a la Pandemia de Covid-19, la liga da por cancelada la temporada 2020, jugándose hasta la semana 5, y definiendo que no habrá campeón del Tazón México V y este se jugaría en 2021 pero ante una ola de contagios previo al inicio de temporada y con las restricciones sanitarias(sin público) se decidió no jugar la temporada 2021.[3]
- En conferencia de prensa en noviembre de 2021 la liga anuncia la baja de los equipos de Osos de Toluca y Artilleros de Puebla esto debido a que no reunian las condciones para poder afrontar la temporada, se espera que regresen la próxima temporada.[4]
- Debido a las complicaciones económicas derivadas de la pandemia el Mayas decide posponer su regreso a la liga, para poder recuperarse y poder participar en la temporada 2023.
- Para esta temporada solo participaran 7 equipos, descansando uno en cada semana de juego.
- Nace el equipo de Galgos que jugara en la ciudad de Tijuana, y en el que podrán participar jugadores Mexicoamericanos sin ser considerados extranjeros.
- En diciembre es presentado el equipo de Reyes con lo que la liga tendrá por primera vez representación en el estado de Jalisco.
- A un mes del inicio de temporada, el nuevo franquiciatario de cóndors decide crear un nuevo equipo para la ciudad de Querétaro, dejando de usar la marca condors, provocando que entre en descanso.
- El 3 de febrero el nuevo equipo de Querétaro es Presentado, llamándose Gallos Negros.
- En la semana 1 los Galgos de Tijuana rompen el récord de asistencia a un partido de temporada regular con 14,000 espectadores presentes en el estadio caliente.
- Previo a la semana 2 de la temporada, los Gallos Negros deciden postergar su juego vs Reyes de Jalisco, debido a los actos de violencia presentados en el juego de soccer entre Gallos Blancos y Atlas.
- Gallos negros anuncia la salida de QB Diego Pérez Arvizu previo a la semana 4 debido a una lesión que lo deja fuera toda la temporada.
- Debido a concierto vive latino la casa de Mexicas el estadio palillo queda inutilizable, por lo cual para la jornada 4 cambiaron de sede al estadio de Redskings lomas verdes para su juego vs Reyes de Jalisco.
- Ante la salida de su QB Gallos Negros recluta al QB bicampeón de la LFA Marco García, que regresa tras dos años de ausencia.

## Cambios
- Estadios
  - Dinos se mudaron del Estadio Olímpico de Saltillo (8,000) al Estadio Francisco I. Madero (16,000)
  - Raptors se mudaron del Estadio Ortega (3,700) al Estadio de la FES Acatlán (3,000)
  - Mexicas se mudaron del Estadio Perros Negros (3,000) al Estadio Jesús Martínez "Palillo" (6,000)

## Sistema de competencia

### Organización del calendario
Durante la temporada regular, cada equipo se enfrenta contra cada uno de los equipos de la liga (6 juegos) 3 de visita y 3 de local con una semana de descanso en la temporada.
Al finalizar la temporada regular, comienza un torneo de eliminación directa denominado postemporada o playoffs, en el que por primera vez habrá juegos de comodines además de la semifinales y el tazon México.

### Reglas
Las reglas de juego son las mismas de la National Football League, salvo por las siguientes excepciones:
- Los campos de juego pueden tener las hash marks del fútbol americano universitario, es decir, estar a una distancia de 40 pies. Sin embargo, para el Tazón México IV la distancia deberá ser de 18 pies con 6 pulgadas.
- El proceso de recepción no requiere que el jugador haga el movimiento de fútbol americano, solamente que tenga posesión del balón al terminar la jugada (sin importar que lo malabarée).
- El quarterback no tiene permitido usar dispositivos electrónicos en su casco para comunicarse con el plantilla de entrenadores.
- Los entrenadores y jugadores que se encuentren en la banca no tiene permitido usar dispositivos electrónicos tales como tabletas o monitores para revisar las jugadas recientes.

Adicionalmente, cada equipo puede tener hasta diez jugadores extranjeros de cualquier nacionalidad.

### Criterios de desempate
Estos son los criterios de desempate sencillo (dos equipos).
- 1. Quedará mejor clasificado el equipo que haya ganado al resto de los equipos involucrados.
- 2. Juegos entre los equipos.
- 3. Puntos en contra.
- 4. Diferencia de puntos anotados y recibidos.
- 5. Mayor cantidad de puntos netos en partidos comunes.
- 6. Mayor cantidad de puntos netos en todos los partidos.
- 7. Lanzamiento de la moneda.

### Tope salarial
El tope salarial es de $2,000, MXN, aproximadamente $1,000 USD. Hay cuatro niveles salariales, cada uno de los cuales está determinado por la Liga y es invariable para cualquier equipo:
- Nivel 1: jugadores extranjeros, hasta 1 por cada equipo, tienen el menor salario y bonos para vivienda y alimentación.
- Nivel 2: jugadores franquicia, un ofensivo y un defensivo, deben ser mexicanos y tienen el segundo mejor salario.
- Nivel 3: jugadores starters o titulares, de 17 hasta 20 por cada equipo, tienen un salario menor al nivel 2.
- Nivel 4: jugadores de la deep chart, reciben una gratificación simbólica.
- Nivel 5: jugadores del practice squad, reciben una gratificación solo si llegan a jugar.

## Draft
El Draft 2022 se llevó a cabo el 15 de enero de 2022 dentro de las instalaciones de la FES Acatlán en punto de las 11:00 horas, Por primera vez y ante las condiciones por la pandemia de Covid-19 el Draft tuvo un fotmato híbrido en el que solo pudieron asistir los jugadores que estuvieran cerca del evento, que no requirieran desplazarse en avión, para los que no pudieron asistir se realizó una reunión en ZOOM con lo cual estaban presentes vía remota. Se realizó una trasmisión en Facebook Live para todo el público.
| Draft 2022 | Draft 2022 | Draft 2022                 | Draft 2022               | Draft 2022 | Draft 2022            | Draft 2022      |
| Rd         | Sel.       | Equipo LFA                 | Jugador                  | Pos.       | Universidad           | Conferencia     |
| ---------- | ---------- | -------------------------- | ------------------------ | ---------- | --------------------- | --------------- |
| 1          | 1          | Reyes                      | Salvador Cabrera Minutti | DB         | Pumas Acatlán         | 14 Grandes      |
| 1          | 2*         | Fundidores vía Galgos      | Emilio Pérez             | OL         | Pumas Acatlán         | 14 Grandes      |
| 1          | 3          | Raptors                    | Jean Renaud              | DB         | Pumas Acatlán         | 14 Grandes      |
| 1          | 4*         | Reyes vía Fundidores/Dinos | Alberto García           | OL         | Pumas Acatlán         | 14 Grandes      |
| 1          | 5*         | Fundidores vía Dinos       | Saúl Sauceda             | OL         | Auténticos Tigres     | 14 Grandes      |
| 1          | 6*         | Mexicas vía Condors        | Adrián Cuadra            | DB         | Pumas CU              | 14 Grandes      |
| 1          | 7          | Mexicas                    | Luis Ceniceros           | DL         | Leones Norte          | 14 Grandes      |
| 2          | 8          | Reyes                      | Rodrigo Jurado           | OL         | Linces UVM            | 14 Grandes      |
| 2          | 9*         | Condors vía Galgos         | Gerson Sánchez           | OL         | Burros Blancos        | 14 Grandes      |
| 2          | 10         | Raptors                    | Alfredo Gachuz           | K          | Borregos CEM          | 14 Grandes      |
| 2          | 11         | Fundidores                 | Joan Lara                | DL         | Auténticos Tigres     | 14 Grandes      |
| 2          | 12*        | Condors vía Dinos          | Maximiliano Hernández    | WR         | Borregos Toluca       | 14 Grandes      |
| 2          | 13         | Condors                    | Luis Enríquez            | OL         | Águilas Blancas       | 14 Grandes      |
| 2          | 14**       | Reyes vía Dinos/Mexicas    | César Baeza              | LB         | Burros Blancos        | 14 Grandes      |
| 3          | 15         | Reyes                      | Jorge Licea              | DL         | Pumas CU              | 14 Grandes      |
| 3          | 16         | Galgos                     | Issac Pulido             | LB         | Cimarrones            | Nacional Norte  |
| 3          | 17         | Raptors                    | Luis Villegas            | WR         | Borregos Toluca       | 14 Grandes      |
| 3          | 18*        | Condors vía Fundidores     | Anthony Baldovinos       | DL         | Burros Blancos        | 14 Grandes      |
| 3          | 19         | Dinos                      | Marco González           | LB         | Auténticos Tigres     | 14 Grandes      |
| 3          | 20         | Condors                    | Joan Pérez Durán         | DB/LB      | Borregos Toluca       | 14 Grandes      |
| 3          | 21         | Mexicas                    | Oliver González          | OL         | Leones Norte          | 14 Grandes      |
| 4          | 22         | Reyes                      | Carlos Farías            | QB         | Borregos Guadalajara  | 14 Grandes      |
| 4          | 23*        | Condors vía Galgos         | Marco Cisneros           | RB         | Pumas CU              | 14 Grandes      |
| 4          | 24         | Raptors                    | Ulises Colín             | RB         | Burros Blancos        | 14 Grandes      |
| 4          | 25         | Fundidores                 | Daniel Peña              | WR         | Auténticos Tigres     | 14 Grandes      |
| 4          | 26         | Dinos                      | Enrique López            | OL         | Lobos                 | Nacional Norte  |
| 4          | 27         | Condors                    | José Ruíz                | WR         | Pumas CU              | 14 Grandes      |
| 4          | 28         | Mexicas                    | Chrisstopher González    | DB         | Borregos Puebla       | 14 Grandes      |
| 5          | 29         | Reyes                      | Óscar Villagrán          | WR         | Pumas CU              | 14 Grandes      |
| 5          | 30         | Galgos                     | René López               | DB         | Águilas               | Nacional Norte  |
| 5          | 31         | Raptors                    | Francisco Ornelas        | RB         | Pumas Acatlán         | 14 Grandes      |
| 5          | 32         | Fundidores                 | Juan Garza               | LB         | Borregos Puebla       | 14 Grandes      |
| 5          | 33         | Dinos                      | Alan Centeno             | DL         | Borregos Salvajes Mty | 14 Grandes      |
| 5          | 34         | Condors                    | Alberto Rodríguez        | TE         | Linces UVM            | 14 Grandes      |
| 5          | 35         | Mexicas                    | Alejandro Márquez        | QB         | Leones Norte          | 14 Grandes      |
| 6          | 36         | Reyes                      | Víctor Acacio            | OL         | Panteras SXXI         | Nacional Centro |
| 6          | 37*        | Mexicas vía Galgos         | Tonatiuh Chagoya         | DB         | Leones A Qro          | Nacional Centro |
| 6          | 38         | Raptors                    | Saúl Valencia            | DB         | Leones Norte          | 14 Grandes      |
| 6          | 39         | Fundidores                 | José Salas               | OL         | Borregos CEM          | 14 Grandes      |
| 6          | 40         | Dinos                      | Erick Niño De La Rosa    | QB         | Linces UVM            | 14 Grandes      |
| 6          | 41         | Condors                    | Fernando Santana         | LB         | Águilas Blancas       | 14 Grandes      |
| 6          | 42         | Mexicas                    | Aarón García             | RB         | Burros Blancos        | 14 Grandes      |
| 7          | 43         | Reyes                      | Pablo Santiago           | DL         | Tecos                 | Nacional Centro |
| 7          | 44         | Galgos                     | Alejandro Meléndez       | QB         | Cimarrones            | Nacional Norte  |
| 7          | 45         | Raptors                    | José Bárcenas            | FB         | Águilas Blancas       | 14 Grandes      |
| 7          | 46         | Fundidores                 | Byron Reyes              | RB         | Borregos Toluca       | 14 Grandes      |
| 7          | 00         | Dinos                      | Pick Declinado           |            |                       |                 |
| 7          | 47         | Condors                    | Óscar García             | DL         | Toros Salvajes        | Nacional Centro |
| 7          | 48         | Mexicas                    | Diego Velasco            | WR         | Leones Norte          | 14 Grandes      |
| 8          | 49         | Reyes                      | Juan González            | WR         | Borregos Guadalajara  | 14 Grandes      |
| 8          | 50         | Galgos                     | Francisco Guzmán         | DB         | Cimarrones            | Nacional Norte  |
| 8          | 51         | Raptors                    | Edgar Velázquez          | WR         | Pumas Acatlán         | 14 Grandes      |
| 8          | 52         | Condors                    | Aldar Tejeda             | LB         | Águilas Blancas       | 14 Grandes      |
| 8          | 53         | Mexicas                    | José Luis Leal           | WR         | Pumas Acatlán         | 14 Grandes      |
| 9          | 54         | Reyes                      | Antonio González         | OL         | Tecos                 | Nacional Centro |
| 9          | 55         | Galgos                     | Rogelio Navarro          | DB         | Cimarrones            | Nacional Norte  |
| 9          | 56         | Raptors                    | Baruch Rivera            | WR         | Linces UVM            | 14 Grandes      |
| 9          | 57         | Condors                    | Manuel Briker            | DB         | Águilas Blancas       | 14 Grandes      |
| 9          | 58         | Mexicas                    | Roberto Vázquez          | OL         | Linces UVM            | 14 Grandes      |
| 10         | 59         | Reyes                      | Víctor Camacho           | LB         | Tecos                 | Nacional Centro |
| 10         | 60         | Galgos                     | Frank Quezada            | OL         | Cimarrones            | Nacional Norte  |
| 10         | 61         | Raptors                    | José Corona              | OL         | Pumas Acatlán         | 14 Grandes      |
| 10         | 62         | Condors                    | Javier Flores            | RB         | Burros Blancos        | 14 Grandes      |
| 11         | 63         | Reyes                      | Juan Pérez               | LB         | Tecos                 | Nacional Centro |
| 12         | 64         | Reyes                      | Alan García              | WR         | Borregos Guadalajara  | 14 Grandes      |

     Selecciones complementarias
2* A cambio Diego Ibarra y A.J Benson (WR), Galgos dio a Fundidores su primera selección del Draft 2022.
4* A cambio Fernando richarte (WR), Fundidores dio a Dinos su primera selección del Draft 2022.
4* A cambio Julio Dias (OL), Dinos dio a Reyes su trade de 1ra ronda del Draft 2022.
5* A cambio Aaron Williams (WR), Dinos dio a Fundidores su primera selección del Draft 2022.
6* A cambio Emilio Fernandez (RB), Condors dio a Mexicas su primera selección del Draft 2022.
9* A cambio Emanuel Serna (DB), Galgos dio a Condors su segunda selección del Draft 2022.
12* A cambio pick ronda 2 Draft 2023, Dinos dio a Condors su segunda selección del Draft 2022.
14* A cambio Lennin Ortiz (LB), Mexicas dio a Dinos su segunda selección del Draft 2022.
14* A cambio Diego Morales, Dinos dio a Reyes su trade de 2da ronda del Draft 2022.
18* A cambio Hermes Mireles, Fundidores dio a Condors su tercera selección del Draft 2022.
23* A cambio Enrique Atamirano, Galgos dio a Condors su cuarta selección del Draft 2022.
37* A cambio Chrisstopher Gonzalez, Galgos dio a Mexicas su sexta selección del Draft 2022.

## Temporada Regular
El campo de entrenamiento comenzó en la primera semana de noviembre del 2021, siguiendo protocolos sanitarios.
La temporada regular se juega de marzo a abril, cada equipo enfrenta a cada uno de los equipos, tres como local y tres como visitante.
Cada semana, un equipo tendrá descanso (bye), siendo una semana de descanso para cada equipo durante la temporada, debido al número impar de equipos.

### Calendario
- Los horarios corresponden al Tiempo del Centro de México en invierno (UTC-6).[5]
- El horario de la sede Tijuana corresponden al Tiempo del Noreste

| Semana 1       | Semana 1 | Semana 1 | Semana 1                 | Semana 1 | Semana 1 | Semana 1 | Semana 1  |
| Visitante      | Res.     | Local    | Estadio                  | Fecha    | Hora     | TV       | Streaming |
| -------------- | -------- | -------- | ------------------------ | -------- | -------- | -------- | --------- |
| Gallos Negros  | 33-9     | Galgos   | Caliente                 | 4-mar    | 19:00*   |          | LFA       |
| Dinos          | 10-7     | Mexicas  | Jesús Martínez "Palillo" | 5-mar    | 15:00    |          | LFA       |
| Raptors        | 13-10    | Reyes    | Tres de Marzo            | 5-mar    | 18:00    |          | LFA       |
| Bye Fundidores |          |          |                          |          |          |          |           |

| Semana 2   | Semana 2 | Semana 2      | Semana 2            | Semana 2 | Semana 2 | Semana 2 | Semana 2  |
| Visitante  | Res.     | Local         | Estadio             | Fecha    | Hora     | TV       | Streaming |
| ---------- | -------- | ------------- | ------------------- | -------- | -------- | -------- | --------- |
| Fundidores | 17-24    | Dinos         | Francisco I. Madero | 12-mar   | 19:00    |          | LFA       |
| Mexicas    | 10-8     | Raptors       | FES Acatlán         | 13-mar   | 15:00    |          | LFA       |
| Reyes      | 19-12    | Gallos Negros | Olímpico Alameda    | 16-abr   | 20:00    |          | LFA       |
| Bye Galgos |          |               |                     |          |          |          |           |

| Semana 3      | Semana 3 | Semana 3   | Semana 3            | Semana 3 | Semana 3 | Semana 3 | Semana 3  |
| Visitante     | Res.     | Local      | Estadio             | Fecha    | Hora     | TV       | Streaming |
| ------------- | -------- | ---------- | ------------------- | -------- | -------- | -------- | --------- |
| Mexicas       | 13-27    | Fundidores | Estadio Banorte     | 18-mar   | 20:00    |          | LFA       |
| Gallos Negros | 10-24    | Dinos      | Francisco I. Madero | 19-mar   | 19:00    |          | LFA       |
| Galgos        | 0-10     | Reyes      | Tres de Marzo       | 19-mar   | 19:00    |          | LFA       |
| Bye Raptors   |          |            |                     |          |          |          |           |

| Semana 4          | Semana 4 | Semana 4   | Semana 4                    | Semana 4 | Semana 4 | Semana 4 | Semana 4  |
| Visitante         | Res.     | Local      | Estadio                     | Fecha    | Hora     | TV       | Streaming |
| ----------------- | -------- | ---------- | --------------------------- | -------- | -------- | -------- | --------- |
| Raptors           | 20-23    | Fundidores | Estadio Banorte             | 25-mar   | 20:00    |          | LFA       |
| Reyes             | 12-46    | Mexicas    | Estadio MCA Jaime Labastida | 26-mar   | 15:00    |          | LFA       |
| Dinos             | 14-6     | Galgos     | Caliente                    | 26-mar   | 19:00    |          | LFA       |
| Bye Gallos Negros |          |            |                             |          |          |          |           |

| Semana 5    | Semana 5 | Semana 5      | Semana 5            | Semana 5 | Semana 5 | Semana 5 | Semana 5  |
| Visitante   | Res.     | Local         | Estadio             | Fecha    | Hora     | TV       | Streaming |
| ----------- | -------- | ------------- | ------------------- | -------- | -------- | -------- | --------- |
| Reyes       | 6-34     | Dinos         | Francisco I. Madero | 2-abr    | 19:00    |          | LFA       |
| Galgos      | 0-40     | Raptors       | FES Acatlán         | 3-abr    | 12:00    |          | LFA       |
| Fundidores  | 13-10    | Gallos Negros | Olímpico Alameda    | 3-abr    | 15:00    |          | LFA       |
| Bye Mexicas |          |               |                     |          |          |          |           |

| Semana 6      | Semana 6 | Semana 6   | Semana 6                 | Semana 6 | Semana 6 | Semana 6 | Semana 6  |
| Visitante     | Res.     | Local      | Estadio                  | Fecha    | Hora     | TV       | Streaming |
| ------------- | -------- | ---------- | ------------------------ | -------- | -------- | -------- | --------- |
| Galgos        | 9-28     | Fundidores | Estadio Banorte          | 8-abr    | 20:00    |          | LFA       |
| Gallos Negros | 11-16    | Mexicas    | Jesús Martínez "Palillo" | 9-abr    | 15:00    |          | LFA       |
| Dinos         | 27-28    | Raptors    | FES Acatlán              | 10-abr   | 12:00    |          | LFA       |
| Bye Reyes     |          |            |                          |          |          |          |           |

| Semana 7   | Semana 7 | Semana 7      | Semana 7         | Semana 7 | Semana 7 | Semana 7 | Semana 7  |
| Visitante  | Res.     | Local         | Estadio          | Fecha    | Hora     | TV       | Streaming |
| ---------- | -------- | ------------- | ---------------- | -------- | -------- | -------- | --------- |
| Mexicas    | 30-22    | Galgos        | Caliente         | 22-abr   | 19:00    |          | LFA       |
| Raptors    | 28-19    | Gallos Negros | Olímpico Alameda | 23-abr   | 20:00    |          | LFA       |
| Fundidores | 24-35    | Reyes         | Tres de Marzo    | 24-abr   | 12:00    |          | LFA       |
| Bye Dinos  |          |               |                  |          |          |          |           |

- Los horarios corresponden al Tiempo del Centro de México en verano (UTC-5).

### Standings
- Fecha de actualización: semana 7